# Генрих IV (граф Бара)
Генрих IV (фр. Henri IV de Bar; нем. Heinrich IV von Bar; 1315 — 24 декабря 1344, Париж) — граф Бара и сеньор Муссона с 1336, сын Эдуарда I, графа Бара, и Марии Бургундской, дочери Роберта II, герцога Бургундии, представитель Монбельярского дома.

## Биография
Впервые Генрих упоминается в 1323 году, второй раз — в 1329, когда его отец Эдуард I пытался заключить брак Генриха с дочерью короля Иоанна Богемского. Генрих IV унаследовал графство Бар в 1336 году, когда его отец был убит в Фамагусте.
В 1337 году, когда истек срок договора графов Бара с герцогами Лотарингии, Генрих отказался предоставить герцогу Раулю, своему зятю, некоторые владения, и тот начал открытую войну. Он разорил окрестности Понт-а-Муссона, а в ответ на это, Генрих опустошил запад герцогства. Затем Рауль напал на Бар-ле-Дюк. Потребовалось вмешательство короля Франции Филиппа VI для того, чтобы прекратить войну.
В 1340 году Генрих заключил брак с единственной дочерью Роберта де Марль и внучкой графа Фландрии Роберта III Иоланде, которая была наследницей восьми поместий во Фландрии и пяти в Перше.
Генрих присоединился к армии короля Филиппа в 1339 и 1340 годах, когда король Англии Эдуард III угрожал вторжением во Францию, но в конце 1340 года было подписано перемирие. Военное бездействие вызвало новое противостояние с Раулем Лотарингским из-за окрестностей города Нёфшато, и вновь потребовалось вмешательство короля Франции, чтобы остановить возрождающийся конфликт.
В 1344 году король Эдуард пригрозил расторжением перемирия. Король Франции отправил в Англию посольство, состоявшее из герцога Нормандии Иоанна, его сына и наследника, Эда IV Бургундского и графа Генриха, двоюродного брата короля Англии, чтобы папа Климент VI посодействовал заключению нового перемирия между королями в Авиньоне. Эпидемия чумы вынудило посольство покинуть город и переехать в Тулузу. К этому времени Генрих IV уже был болен. Он оставил своих спутников в июле и вернулся в Венсен в октябре. 24 декабря он умер.

## Брак и дети
Жена: (разрешение дано 24 июня 1339: Иоланда Фландрская (15 сентября 1326/1341—12 декабря 1395), дама де Марль, Касселя и Варнетона, д’Аллюи и де Монмирай, дочь графа де Марль Роберта де Дампьера, сына графа Фландрии Роберта III Бетюнского и графини Невера Иоланды Бургундской, и Жанны, дочери герцога Бретани Артура II и графини де Монфор Иоланды де Дрё. Дети:
- Эдуард II (1339 — май 1352), граф Бара с 1344
- Роберт I (8 ноября 1344 — 12 апреля 1411), граф Бара с 1352, маркграф Понт-а-Муссон и герцог Бара с 1354